# White Oak (Teksas)
White Oak – miasto w Stanach Zjednoczonych, w stanie Teksas, w hrabstwie Gregg.

## Demografia
Według przeprowadzonego przez United States Census Bureau spisu powszechnego w 2010 miasto liczyło 6 469 mieszkańców, co oznacza wzrost o 15,0% w porównaniu do roku 2000. Natomiast skład etniczny w mieście wyglądał następująco: Biali 92,3%, Afroamerykanie 2,3%, Azjaci 0,5%, pozostali 4,9%.